# NGC 6930
NGC 6930 (również IC 1326, PGC 64935 lub UGC 11590) – galaktyka spiralna z poprzeczką (SBab), znajdująca się w gwiazdozbiorze Delfina. Odkrył ją Albert Marth 15 sierpnia 1863 roku.
W galaktyce tej zaobserwowano supernową SN 2003gt.